# T.T. Boy
T.T. Boy, pseudonimo di Philip Troy Rivera (New York, 30 aprile 1968), è un ex attore pornografico e regista statunitense.

## Biografia
Ha debuttato nel cinema hard nel 1989, e ha vinto due volte l'XRCO come performer maschile dell'anno, nonché l'AVN nel 1996 sempre come performer maschile dell'anno. Le sue partecipazioni a film a luci rosse ammontano a oltre 1900 apparizioni.
Nel 2000, T.T. Boy è stato eletto nell'XRCO Hall of Fame. E ha anche lavorato con il nome di T.T. Boyd, Max Reynolds, Max Cash, Harry Dutchman, Bark Star, and Butch. T.T. ora gira film con due delle sue compagnie cinematografiche: la Evasive Angles e la T.T.B. Productions, con quartier generale Van Nuys, California.
Il porno è diventato un vero family affair per la sua famiglia: infatti suo fratello gira film porno etero con il nome di Talon e in quelli gay col nome di Lex Baldwin, mentre suo zio col nome di Dirty Harry.
Prima di diventare un attore pornografico era un pugile e si faceva chiamare: "Troy the Boy".

## Riconoscimenti
AVN Awards
- 1993 - Best Group Sex Scene (video) per Realities 2 con Ashlyn Gere e Marc Wallice[1]
- 1994 - Best Couples Sex Scene per Bikini Beach con Sierra[2]
- 1996 – Best Couples Sex Scene per Blue Movie con Jenna Jameson[3]
- 1997 - Male Performer of the Year[4]
- 1997 – Most Outrageous Sex Scene per Shock con Shayla LaVeaux e Vince Vouyer[5]
- 2003 – Hall of Fame[6]

XRCO Award
- 1993 - Woodsman of the Year[7]
- 1994 – Best Group Sex Scene per Slave To Love con Brittany O'Connell, Beatrice Valle, Jalynn, Sierra, Kitty Jung, Peter North, Randy Spears e Sean Michaels[8]
- 1995 - Best Couples Sex Scene per Seymore and Shane on the Loose con Lana[9]
- 1996 - Male Performer of the Year[10]
- 1996 - Woodsman of the Year[11]
- 1996 – Best Group Sex Scene per New Wave Hookers 4 con Misty Rain, Chasey Lain, Marilyn Martyn, Yvonne, Marc Wallice, Mark Davis, Nick East e Tony Tedeschi[12]
- 1997 - Male Performer of the Year[13]
- 1997 – Best Anal or DP Scene per Car Wash Angels con Careena Collins e Tom Byron[14]
- 1999 - Best Male - Female Sex Scene per Pink Hotel on Butt Row 1 con Elena[15]
- 2000 - Hall of Fame[16]

## Filmografia

### Attore
- Racquel's Treasure Hunt (1989)
- Adventures of Billy Blues (1990)
- Amateur Home Video 49: Gang Banging Nymphette (1990)
- Amateur Nights 4 (1990)
- Ambushed (1990)
- Assinine (1990)
- Backdoor Lambada (1990)
- Backdoor to Hollywood 13 (1990)
- Bazooka County 3 (1990)
- Bed Butts and Breakfast (1990)
- Behind Closed Doors (1990)
- Between the Cheeks 2 (1990)
- Big Game (1990)
- Blonde Bombshell (1990)
- Blue Views (1990)
- Boobs Butts and Bloopers 2 (1990)
- Book (1990)
- Buttman's Ultimate Workout (1990)
- Butts Motel 5 (1990)
- Candy Ass (1990)
- Catalina Five-0: Sabotage (1990)
- Catalina Five-0: Undercover (1990)
- Catalina Five-0: White Coral Blue Death (1990)
- Caught from Behind 13 (1990)
- Cheeks 3 (1990)
- Cheri's On Fire (new) (1990)
- Coming of Christy (1990)
- Confessions of Christy (1990)
- Denim Dolls 2 (1990)
- Designer Genes (1990)
- Digital Lust (1990)
- Double the Pleasure (1990)
- Drink Of Love (1990)
- East L.A. Law (1990)
- Fire Down Below (1990)
- Grandma Does Dallas (1990)
- Heather Lere X-Posed (1990)
- I'll Have Another Butt Light (1990)
- Introducing Danielle (1990)
- L.A. Stories (1990)
- Lady Bad Ass (1990)
- Laid Off (1990)
- Lick My Lips (1990)
- Lonely And Blue (1990)
- Love Ghost (1990)
- Mistress 2 (1990)
- Nasty Girls (1990)
- Nasty Girls 2 (1990)
- Nasty Girls 3 (II) (1990)
- Night At The Wax Works (1990)
- Night Cap (1990)
- Night Vibes (1990)
- Party Doll (1990)
- Passion Prescription (1990)
- Passionate Lips (1990)
- Pawn Broker (1990)
- Pleasure Seekers (1990)
- Portrait of Christy (1990)
- Possession (1990)
- Putting On The Ritz (1990)
- Queens In Danger (1990)
- Racquel On Fire (1990)
- Rainwoman 4 (1990)
- Sexperiences (new) (1990)
- Sexy Nurses on and off Duty (1990)
- Simply Irresistible (1990)
- Sleepwalker (1990)
- Smart Ass Vacation (1990)
- Specialist (1990)
- Sporting Illustrated (1990)
- Straight To Bed 1 (1990)
- Strange Behavior (1990)
- Sweet Cheeks (1990)
- Tease (1990)
- Things Mommy Taught Me (1990)
- Top It Off (1990)
- Trouble Maker (1990)
- Twisted (1990)
- Two Janes (1990)
- Vegas: Joker's Wild (1990)
- Wanda Whips the Dragon Lady (1990)
- Women in Charge (1990)
- Young Buns 2 (1990)
- 1-800-TIME (1991)
- 40 Something 2 (1991)
- Acts Of Confession (1991)
- Alley Cat (1991)
- Alone And Dripping (1991)
- Americans Most Wanted (1991)
- Anal Addiction 3 (1991)
- Anal Climax 1 (1991)
- Anal Fantasies 1 (1991)
- Anal Fantasies 5 (1991)
- Anal Illusions (1991)
- Anal Intruder 5 (1991)
- Anal Revolution (1991)
- Assault With A Friendly Weapon (1991)
- Assumed Innocence (1991)
- Autoerotica 1 (1991)
- Autoerotica 2 (1991)
- Back Doors (1991)
- Bad (1991)
- Bedtime for Byron (1991)
- Behind the Back Door 4 (1991)
- Best of Caught from Behind 5 (1991)
- Bikini City (1991)
- Black and Blue (1991)
- Black Balled (1991)
- Blonde Riders (1991)
- Blonde Savage (1991)
- Blue Angel (1991)
- Breast Friends (1991)
- Breast Things In Life Are Free (1991)
- Breathless (1991)
- Buttman's Bend Over Babes 2 (1991)
- Buttman's Big Tit Adventure 1 (1991)
- Cheating Hearts (1991)
- City Girls (1991)
- City of Sin 1 (1991)
- Cockateer 1 (1991)
- Cream Dream (1991)
- Crude (1991)
- Cum to Dinner (1991)
- Curse of the Cat Woman (1991)
- Dane's Party (1991)
- Debbie Does Wall Street (1991)
- Decadent (1991)
- Deep Cheeks (1991)
- Deep Cheeks 2 (1991)
- Deep Inside Centerfold Girls (1991)
- Dirty Games (1991)
- Dirty Looks (1991)
- Don't Bother To Knock (1991)
- Dr. Hooters (1991)
- Dream Lover (1991)
- Easy Pickins' (1991)
- Edward Penishands (1991)
- Edward Penishands 2 (1991)
- Erotic Explosions 24 (1991)
- Even More Dangerous (1991)
- Every Man Should Have One (1991)
- Every Woman Has A Secret (1991)
- Everything Butt 2 (1991)
- Exhibitionist (1991)
- Eye of the Needle (1991)
- Fanny Annie (1991)
- Formal Affair (1991)
- Four Alarm (1991)
- Ghost To Ghost (1991)
- Giochi di Coppia (1991)
- Girls of Ballstreet (new) (1991)
- Girlz n the Hood 1 (1991)
- Glamour Girl (1991)
- Hard Feelings (1991)
- Hard To Thrill (1991)
- Having It All (1991)
- Heat Seekers (1991)
- Hindlick Maneuver (1991)
- Home But Not Alone (1991)
- Hot Line (1991)
- Hothouse Rose 1 (1991)
- Hump up the Volume (1991)
- I Want To Be Nasty (1991)
- I'm No Dummy (1991)
- Imagine (1991)
- Innocent Woman (1991)
- Introducing Tracey Wynn (1991)
- Juice Box (1991)
- Juicy Sex Scandals (1991)
- Juicy Treats (1991)
- Junkyard Dogs (1991)
- Just For The Hell Of It (1991)
- Just For The Thrill Of It (new) (1991)
- Kiss it Goodbye (1991)
- Lady In Blue (1991)
- Laid in Heaven (1991)
- Last Tango in Rio (1991)
- Lay Lady Lay (1991)
- Laying The Ghost (1991)
- Leading Lady (1991)
- Lethal Passion (1991)
- Life in the Fat Lane 2 (1991)
- Little Christmas Tail (1991)
- Little Secrets (1991)
- Loose Lips (1991)
- Lust For Love (1991)
- Madam X (1991)
- Malibu Spice (1991)
- Manbait 1 (1991)
- Midnight Angel (1991)
- Mirage 1 (1991)
- Mischief (1991)
- Modern Love (1991)
- Most Wanted (1991)
- Naked Bun 2 1/2 (1991)
- Naked Goddess 1 (1991)
- New Wave Hookers 2 (1991)
- Night With A Vampire (1991)
- On The Loose (1991)
- On Trial 1: In Defense of Savannah (1991)
- Oral Madness 1 (1991)
- Oral Majority 8 (1991)
- Oral Majority The Movie (1991)
- Orgy On The Ranch (1991)
- Outlaw (1991)
- Oval Office (1991)
- Passages 2 (1991)
- Perfect Girl (1991)
- Perfect Stranger (1991)
- Private Affairs 2 (1991)
- Private Fantasies 1 (1991)
- Put It In Gere (1991)
- Raunch 3 (1991)
- Rebel (1991)
- Rookies (1991)
- Sea Of Desire (1991)
- Sex Nurses (1991)
- Sex On The Town (new) (1991)
- Sexual Persuasion (1991)
- Shameless (1991)
- Shot From Behind (1991)
- Skin Deep (1991)
- Someone Sent Me A Girl (1991)
- Southern Comfort (1991)
- Starlet (1991)
- Sterling Silver (1991)
- Stranger Beside Me (1991)
- Summer Lovers (1991)
- Sun Bunnies (1991)
- Sunny After Dark (1991)
- Sweet Poison (1991)
- Sweet Stuff (1991)
- Taste of Ecstasy (1991)
- Things That Go Hump In The Night (1991)
- Three Men And A Hooker (1991)
- Titty Slickers 1 (1991)
- Twin Cheeks 3 (1991)
- Two In The Bush (1991)
- Unlike A Virgin (1991)
- Unveil My Love (1991)
- Unzipped (1991)
- Vanity (1991)
- Virgin Spring (1991)
- Wet Kisses (new) (1991)
- White Lies (1991)
- White Satin Nights (1991)
- Wicked (1991)
- Wild and Wicked 1 (1991)
- Wild Goose Chase (1991)
- Wild Thing (1991)
- X-Rated Bloopers 2 (1991)
- 1-800-934-BOOB (1992)
- Adult Video News Awards 1992 (1992)
- Adventures of Seymore Butts (1992)
- After Midnight (1992)
- Alice In Hollyweird (1992)
- All in the Name of Love (1992)
- Anal Adventures 2 (1992)
- Anal Adventures 3 (1992)
- Anal Adventures 4 (1992)
- Anal Analysis (II) (1992)
- Anal Angel (1992)
- Anal Asian 1 (1992)
- Anal Cuties of Chinatown 1 (1992)
- Anal Cuties of Chinatown 3 (1992)
- Anal Delights 1 (1992)
- Anal Ecstasy (1992)
- Anal Encounters 5 (1992)
- Anal Encounters 7 (1992)
- Anal Encounters 8 (1992)
- Anal Inferno (1992)
- Anal Intruder 6: The Anal Twins (1992)
- Anal Leap (1992)
- Anal Madness 1 (1992)
- Angels (1992)
- Baccarat (1992)
- Baccarat 2 (1992)
- Back in the Pen (1992)
- Backdoor Suite (1992)
- Backing In 3 (1992)
- Balling Instinct (1992)
- Bazooka County 4 (1992)
- Bed And Breakfast (1992)
- Bedrooms And Boardrooms (1992)
- Bedtime Stories (1992)
- Between Her Thighs (1992)
- Big Bust (1992)
- Big One (1992)
- Bonnie and Clyde 1 (1992)
- Book of Love (1992)
- Bronco Millie (1992)
- Cape Rear (1992)
- Captain Butts' Beach (1992)
- Carnival Of Knowledge (1992)
- Casual Lies (1992)
- Cat Fight (1992)
- Caught from Behind 16 (1992)
- Caught from Behind 17 (1992)
- Cockateer 2 (1992)
- Committed (1992)
- Curious (1992)
- D.P. Man (1992)
- D.P. Man 2 (1992)
- Dark Dreams (1992)
- Dark Justice (1992)
- D-Cup Dating Service (1992)
- Defenseless (1992)
- Diamond Collection Double X 68 (1992)
- Dirtiest Girl in the World (1992)
- Dirty Business (1992)
- Dirty Woman 4 (1992)
- Double Detail (1992)
- Double Penetration 4 (1992)
- Double Penetration 5 (1992)
- Dragon Lady 2 (1992)
- Dream Date (1992)
- Dripping with Desire (1992)
- Elixir (1992)
- End (1992)
- Face Sitter 1 (1992)
- Fever (1992)
- Flying High (1992)
- Flying High 2 (1992)
- Foolish Pleasure (1992)
- Forever Yours (1992)
- Franky And Joannie (1992)
- Fresh Tits Of Bel Air (1992)
- Gang Bang Fury 1 (1992)
- Gang Bang Pussycat (1992)
- Girls Of Summer (1992)
- Glitter Girls (1992)
- Heartbreaker (1992)
- Hidden Agenda (1992)
- Hidden Desires (1992)
- Hot Sweet And Sticky (1992)
- Hot Tight Asses (1992)
- I Am Desire (1992)
- If Looks Could Kill (1992)
- I'll Do Anything But (1992)
- I'm Too Sexy (1992)
- Immaculate Erection (1992)
- In Too Deep (1992)
- Internal Affairs (1992)
- Jugsy (1992)
- Jungle Jive (1992)
- Key to Love (1992)
- Last Temptation (1992)
- Legend 4 (1992)
- Let's Get Naked (new) (1992)
- Little Nookie (1992)
- Long Hot Summer (1992)
- Love Hurts (1992)
- Mad About Madison 1 (1992)
- Memories Of Monroe (1992)
- Midnight Confessions (1992)
- Mirage 2 (1992)
- Mo' Booty (1992)
- Moore! Moore! Moore! (1992)
- Naked Buns 8 1/2 (1992)
- Neutron Man (1992)
- Obsexxed (1992)
- On Trial 2 (1992)
- Oral Majority 9 (1992)
- Oriental Temptations (1992)
- Patriot Dames (1992)
- Pink Pussycat (1992)
- Poor Little Rich Girl (1992)
- Prelude (1992)
- Principles Of Lust (1992)
- Private Affairs 7 (1992)
- Private Affairs 9 (1992)
- Private Fantasies 15 (1992)
- Private Fantasies 8 (1992)
- Private Fantasies 9 (1992)
- Private Moments 2: The Story Continues (1992)
- Pussy To Die For (1992)
- Puttin' Out (1992)
- Queen Of Hearts 3 (1992)
- Radical Affairs 2 (1992)
- Rainwoman 5 (1992)
- Ready Freddy (1992)
- Ready Willing And Anal (1992)
- Realities 2 (1992)
- Runaway (1992)
- Sarah - The Young One 4 (1992)
- Scenes From A Crystal Ball (1992)
- Secret Fantasies 2 (1992)
- Secret Garden 1 (1992)
- Secret Garden 2 (1992)
- Seducers (1992)
- See Thru (1992)
- Sex Bandits (1992)
- Sex Symphony (1992)
- Sexual Limits (1992)
- Sexual Olympics 1 (1992)
- Sexvision (1992)
- Seymore Butts and the Honeymooners (1992)
- Seymore Butts in the Love Shack (1992)
- Seymore Butts Rides Again (1992)
- Shades of Blue (1992)
- She's the Boss (1992)
- Silence of the Buns (1992)
- Silk Elegance (1992)
- Sinderella 1 (1992)
- Sinderella 2 (1992)
- Sittin' Pretty 2 (1992)
- Sodom and Gomorrah (1992)
- Sorority Sex Kittens 2 (1992)
- Speedster (1992)
- Street Heat (1992)
- Suburban Buttnicks (1992)
- Sweet Licks (1992)
- T.T.'s Oriental Adventure (1992)
- Tailiens (1992)
- Talk Dirty to Me 9 (1992)
- Taste of Patricia Kennedy (1992)
- Telesex (1992)
- Telesex 2 (1992)
- The Last Couple (1992)
- Therapist (1992)
- Tight Fit (new) (1992)
- Tight Squeeze (1992)
- Total Exposure (1992)
- Tush (1992)
- Twin Cheeks 4 (1992)
- Two Sisters (1992)
- Two Women (1992)
- Valleys of the Moon (1992)
- Venus of the Nile (1992)
- Victim of Love (1992)
- Victim Of Love 2 (1992)
- Victoria's Secret Life (1992)
- Visualizer (1992)
- Voyeur Video (1992)
- Walking Small (1992)
- Waterbabies (1992)
- Whispers (1992)
- Wild and Wicked 2 (1992)
- Wild Thing (1992)
- Wishful Thinking (1992)
- Wrapped Up (1992)
- X-producers (1992)
- X-Rated Blondes (1992)
- X-TV (1992)
- 9 1/2 Days 2 (1993)
- 9 1/2 Days 3 (1993)
- 9 1/2 Days 4 (1993)
- 9 1/2 Days 5 (1993)
- Adult Video News Awards 1993 (1993)
- Always (1993)
- Anal Delinquent 1 (1993)
- Anal Diary of Misty Rain (1993)
- Anal Distraction (1993)
- Anal Innocence 2 (1993)
- Anal Intruder 7 (1993)
- Anal Overtures (1993)
- Anal Rampage 2 (1993)
- Anal Sexual Silence (1993)
- Anal Siege (1993)
- Anal Squeeze (1993)
- Anal Taboo (1993)
- Anal Urge (1993)
- Babes (1993)
- Backdoor to Russia 2 (1993)
- Backing In 4 (1993)
- Bad Side of Town (1993)
- Best of Bloopers (1993)
- Bet (1993)
- Between The Cheeks 3 (1993)
- Beverly Thrillbillies (1993)
- Big Shave (1993)
- Bikini Beach (1993)
- Bikini Beach 2 (1993)
- Black Orchid (1993)
- Body of Innocence (1993)
- Body Work (1993)
- Bonnie and Clyde [Director's Cut] (1993)
- Bonnie and Clyde 2 (1993)
- Booty Ho (1993)
- Booty Sister (1993)
- Bossy Babes (1993)
- Bringing Up the Rear (1993)
- Bust Line (1993)
- Butt Bongo Babes (1993)
- Butt Watch 1 (1993)
- Butts Afire (1993)
- Carnal Carnival (1993)
- Centerfold (1993)
- Coming Out (1993)
- Crimson Kiss (1993)
- Deep Cheeks 4 (1993)
- Deep Cover (1993)
- Deep Inside Savannah (1993)
- Deep Inside Selena Steele (1993)
- Deja Vu (1993)
- Dial N for Nikki (1993)
- Diamond Collection Double X 69 (1993)
- Diamond in the Rough (1993)
- Dick At Nite (1993)
- Dragon Lady 5 (1993)
- Eight Ain't Enough (1993)
- En Garde (1993)
- Erotic Dripping Orientals (1993)
- Euphoria (1993)
- Everybody's Playmate (1993)
- Executive Suites (1993)
- Exit In Rear (1993)
- Father of the Babe (1993)
- Fetish Fever (1993)
- French Invasion (1993)
- From Brazil With Love (1993)
- From China With Love (1993)
- Full Moon Fever (1993)
- Gang Bang Cummers (1993)
- Gang Bang Face Bath 1 (1993)
- Gang Bang Wild Style 1 (1993)
- Gangbang Girl 12 (1993)
- Gimme an X (1993)
- Goddess (1993)
- Good The Bad And The Snuggly (1993)
- Good Vibrations (1993)
- Hard Line (1993)
- Haunted Nights (1993)
- Heaven Scent (1993)
- Hindfeld (1993)
- Hollywood X-posed 2 (1993)
- Hot for Teacher (1993)
- Hot Tight Asses 3 (1993)
- Hot Tight Asses 4 (1993)
- I Want A Divorce! (1993)
- Interactive (1993)
- Kadillac And DeVell (1993)
- Kiss Is a Rebel with a Cause (1993)
- Knockin Da Booty (1993)
- La Princesa Anal (1993)
- Lady In Blue (new) (1993)
- Last Good Sex (1993)
- Love Potion (1993)
- Lovers (II) (1993)
- Midnight Madness (1993)
- Mindshadows 1 (1993)
- Mistress (1993)
- More Than A Handful 3 (1993)
- Night Of Passion (1993)
- Nikki's Nightlife (1993)
- Ninja CPA (1993)
- Nookie of the Year (1993)
- Nymphette (1993)
- One Of Our Porn Stars is Missing (1993)
- Orgy (1993)
- Orgy 2 (1993)
- Orgy 3 (1993)
- Oriental Anal Sluts (1993)
- Party Favors (1993)
- Peepland (1993)
- Perfect Girl (new) (1993)
- Poor Little Rich Girl 2 (1993)
- Proposal (1993)
- Proposta oscena (1993)
- Rainwoman 6 (1993)
- Raunch 7 (1993)
- Raunch 8 (1993)
- Real TIckeTS 1 (1993)
- Reflections Of Rio (1993)
- Rehearsal (1993)
- Ride The Pink Lady (1993)
- Ring Of Passion (1993)
- Sarah Young's Sexy Secrets 3 (1993)
- Sarah Young's Sexy Secrets 4 (1993)
- Secret Fantasies 3 (1993)
- Sex Drive 1 (1993)
- Sex Heist (1993)
- Sex Punk 2000 (1993)
- Sex Stories (1993)
- Sexcess (1993)
- Sexed (1993)
- Sexophrenia (1993)
- Seymore Butts and His Mystery Girl (1993)
- Seymore Butts Swings (1993)
- Shades of Lust (1993)
- Sharon Starlet (1993)
- Sheepless In Montana (1993)
- Shooting Star (1993)
- Sisters (1993)
- Slave to Love (1993)
- Sleepless (1993)
- Smart Ass Returns (1993)
- So I Married A Lesbian... (1993)
- Sodomania 6 (1993)
- Sorority Sex Kittens 1 (1993)
- Spermacus (1993)
- Stacked with Honors (1993)
- Starbangers 3 (1993)
- Starbangers 4 (1993)
- Still Hard to Stop (1993)
- Summer Lovers (new) (1993)
- Super Hornio Brothers (1993)
- Super Hornio Brothers 2 (1993)
- Super Vixens 4 (1993)
- Sweet Target (1993)
- Tail Taggers 101 (1993)
- Tail Taggers 102 (1993)
- Tail Taggers 104 (1993)
- Tail Taggers 105 (1993)
- Take My Wife, Please (1993)
- Tales From The Backside (1993)
- Tales Of Tribeca (1993)
- Tit For Tat (1993)
- Titty Bar (1993)
- True Legends of Adult Cinema: The Modern Video Era (1993)
- Undercover Lover (1993)
- Untamed Cowgirls of the Wild West 1 (1993)
- Untamed Cowgirls of the Wild West 2 (1993)
- Vampire's Kiss (1993)
- Voices In My Bed (1993)
- Voluptuous (1993)
- Washington DP (1993)
- Wet and Wild 1 (new) (1993)
- Wild and Wicked 3 (1993)
- Wild Things 3 (1993)
- Wilder At Heart (1993)
- 10000 Anal Maniacs 2: The D.P. Years (1994)
- Adult Video News Awards 1994 (1994)
- Adventures of Major Morehead (1994)
- All That Jizm (1994)
- Anal Arsenal (1994)
- Anal Breakdown (1994)
- Anal Candy Ass (1994)
- Anal Crack Master (1994)
- Anal Delinquent 2 (1994)
- Anal Hounds and Bitches (1994)
- Anal Hunger (1994)
- Anal Idol (1994)
- Anal Justice (1994)
- Anal Mystique (1994)
- Anal Persuasion (1994)
- Anal Plaything 1 (1994)
- Anal Rookies 2 (1994)
- Anal Savage 2 (1994)
- Anal Spitfire (1994)
- Anal Summer (1994)
- Anal Thunder 2 (1994)
- Analizer (1994)
- Awesome Anal Asians (1994)
- Babewatch 1 (1994)
- Babewatch 2 (1994)
- Bachelor Party 1 (1994)
- Bachelor Party 2 (1994)
- Backdoor to Taiwan (1994)
- Backing In 5 (1994)
- Bad Habits (1994)
- Best of Oriental Anal 1 (1994)
- Big Bust Bangers 2 (1994)
- Big Stick-up (1994)
- Big-titted Tarts (1994)
- Bikini Beach 3 (1994)
- Black Bottom Girls (1994)
- Black Bottom Girlz (1994)
- Black Nurse Fantasies (1994)
- Bloopers (1994)
- Booty in the House (1994)
- Booty Mistress (1994)
- Butt Bangers Ball (1994)
- Candy Factory (1994)
- Chinatown (1994)
- Climax 2000 (1994)
- Climax 2000 2: Revenge of the Phantom (1994)
- Con Jobs (new) (1994)
- Costa Rica Getaway (1994)
- Costa Rica Studies (1994)
- Depraved Fantasies 2 (1994)
- Dial A For Anal (1994)
- Dirty Little Mind (1994)
- Doggie Style (1994)
- Double Penetration 6 (1994)
- Dragon Lady 7 (1994)
- Erotic Newcummers 1 (1994)
- Erotika (1994)
- Face Sitter 3 (1994)
- Fantasy Chamber (1994)
- Film Buff (1994)
- Flesh For Fantasy (1994)
- Formal Affair (new) (1994)
- Fourth Vixxen (1994)
- Gang Bang Face Bath 2 (1994)
- Gang Bang Face Bath 3 (1994)
- Gang Bang Jizz Jammers (1994)
- Gang Bang Nymphette (1994)
- Gang Bang Sluts (1994)
- Gang Bang Wild Style 2 (1994)
- Geranalmo (1994)
- Girl Next Door 1 (1994)
- Girls Of Sin (1994)
- Girls Off Duty (1994)
- Glen And Glenda (1994)
- Hard-on Copy (1994)
- Harlots From Hooterville (1994)
- Heart Breakers (1994)
- HeXXXed (1994)
- Hole In One (1994)
- Hot Property (1994)
- Hot Tight Asses 5 (1994)
- Hot Tight Asses 7 (1994)
- Jaded Love (1994)
- Junkyard Anal (1994)
- Kittens 5 (1994)
- Lay Lady Lay (new) (1994)
- Let's Play Doctor (1994)
- Little Miss Anal (1994)
- Lovin' Every Minute Of It (1994)
- Midnight Dreams (1994)
- Midnight Snacks (1994)
- Millionaire Hooker - Escort Girls (1994)
- Molly B. Goode (1994)
- Naughty Thoughts (1994)
- Never Say Never...Again (1994)
- New Positions (1994)
- New Wave Hookers 4 (1994)
- Nurse Tails (1994)
- Nutts About Butts (1994)
- Open Lips (1994)
- Oral Majority 11 (1994)
- Passion Prescription (new) (1994)
- Private Video Magazine 10 (1994)
- Private Video Magazine 11 (1994)
- Public Places 1 (1994)
- Pussywoman 2 (1994)
- Reality And Fantasy (1994)
- Renegades (1994)
- Rim Job Rita (1994)
- Sabotage (1994)
- Samantha's Private Fantasies (1994)
- Satin And Lace (1994)
- Secret Urges (II) (1994)
- Sex Trek 4 (1994)
- Sexual Misconduct (1994)
- Seymore and Shane on the Loose (1994)
- Seymore Butts Goes Nuts (1994)
- Shayla's Gang (1994)
- Sleaze Pleaze October Edition (1994)
- Sleaze Pleaze September Edition (1994)
- Sloppy Seconds (1994)
- Stand Up (1994)
- Star Spangled Blacks (1994)
- Starbangers 6 (1994)
- Stripper Nurses (1994)
- Super Groupie (1994)
- Tail Taggers 106 (1994)
- Tail Taggers 107 (1994)
- Tail Taggers 108 (1994)
- Tail Taggers 109 (1994)
- Tail Taggers 110 (1994)
- Tail Taggers 116 (1994)
- Tail Taggers 117 (1994)
- Tail Taggers 118 (1994)
- Tail Taggers 119 (1994)
- Tail Taggers 120 (1994)
- Tail Taggers 121 (1994)
- Tail Taggers 123 (1994)
- Tail Taggers 124 (1994)
- Tail Taggers 125 (1994)
- Tail Taggers 126 (1994)
- Tail Taggers 127 (1994)
- Tail Taggers 128 (1994)
- Takin' It To The Limit 1 (1994)
- Tales of Sodom (1994)
- Three Muskatits (1994)
- Tight Lips (1994)
- Tongue in Cheek (1994)
- Tonya Hard-on Story (1994)
- Western Nights (1994)
- White Lies (new) (1994)
- White Satin Nights (new) (1994)
- White Wedding (1994)
- Wicked As She Seems (1994)
- A is For Asia (1995)
- Ace Mulholland (1995)
- All Amateur Perfect 10's (1995)
- Anal Addicts (1995)
- Anal Deep Rider (1995)
- Anal Delinquent 3 (1995)
- Anal Dynomite (1995)
- Anal Generation (1995)
- Anal Heartbreaker (1995)
- Anal Hellraiser 1 (1995)
- Anal Hellraiser 2 (1995)
- Anal Innocence 3 (1995)
- Anal Insatiable (1995)
- Anal Lover 3 (1995)
- Anal Playground (1995)
- Anal Plaything 2 (1995)
- Anal Pussycat (1995)
- Anal Riders 106 (1995)
- Anal Senorita (1995)
- Anal Sluts And Sweethearts 3 (1995)
- Anal Sweetheart (1995)
- Anal Tight Ass (1995)
- Anal Trashy Ass (1995)
- Anally Insatiable (1995)
- Angels in Flight (1995)
- Ass Openers 3 (1995)
- Attic Toys (1995)
- Attitude (1995)
- Babenet (1995)
- Babewatch 4 (1995)
- Backdoor Babewatch (1995)
- Backdoor to Buttsville 1 (1995)
- Backing In 7 (1995)
- Bad Girls 5: Maximum Babes (1995)
- Beach Mistress (1995)
- Bedtime Tales (1995)
- Big Pink (1995)
- Big Thingies (1995)
- Bite the Black Bullets (1995)
- Blindfold (1995)
- Blonde in Blue Flannel (1995)
- Blue Balls (1995)
- Blue Movie (1995)
- Boobtown (1995)
- Booty Bitch (1995)
- Booty Ho 2 (1995)
- Booty Queen (1995)
- Brenda (1995)
- Bridges Of Anal County (1995)
- Bun Masters (1995)
- Bustin Out My Best Anal (1995)
- Butt Busters (1995)
- Butt Detective (1995)
- Butt Watch 7 (1995)
- Canned Heat (1995)
- Catwalk 1 (1995)
- Catwalk 2 (1995)
- Centerfold (1995)
- Chasin the Fifties (1995)
- Cheater (1995)
- College Cuties (1995)
- Color Me Anal (1995)
- Comeback (1995)
- Coming Of Fortune (1995)
- Compulsive Behaviour (1995)
- Contrast (1995)
- Cry Baby (1995)
- Cumming Of Ass (1995)
- Cynthia And The Pocket Rocket (1995)
- Dare You (1995)
- Decadence (II) (1995)
- Decadent Obsession (1995)
- Deception (1995)
- Deep Inside Debi Diamond (1995)
- Deep Inside Nicole London (1995)
- Deep Inside P.J. Sparxx (1995)
- Der Champion (1995)
- Devil in Miss Jones 5 (1995)
- Dirty Work (1995)
- Do Me Nurses (1995)
- Dream Lust (1995)
- Dream Team (1995)
- Dreams (1995)
- Drilling For Gold (1995)
- Edge (1995)
- Entangled (1995)
- Every Woman Has A Fantasy 3 (1995)
- Exotic Tastes (1995)
- Fantasies Of Marylin (1995)
- Fantasy Inc. (1995)
- Firm Offer (1995)
- Forever (1995)
- Full Moon Fever (1995)
- Gang Bang Jizz Queen (1995)
- Gangbusters (1995)
- Girl With The Heart-shaped Tattoo (1995)
- Girls With Big Jugs (1995)
- Great American Boobs To Kill For Dance Contest (1995)
- Hard Headed (1995)
- Harder She Craved (1995)
- Head First (1995)
- Hellriders (1995)
- Hienie's Heroes (1995)
- Hot Property (1995)
- Hot Tight Asses 10 (1995)
- Hot Tight Asses 11 (1995)
- Hot Tight Asses 12 (1995)
- Hot Tight Asses 13 (1995)
- Hot Tight Asses 8 (1995)
- Hotel Fantasy (1995)
- Hotel Sodom 5 (1995)
- Impact (1995)
- Initiation of Kylie (1995)
- Intense Perversions 2 (1995)
- Island of Lust (1995)
- Joey Silvera's Fashion Sluts 3 (1995)
- Joey Silvera's Fashion Sluts 7 (1995)
- Jug Humpers (1995)
- Juicy Cheerleaders (1995)
- Kiss (1995)
- Lady's Choice (1995)
- Latin Lovers (1995)
- Lingerie (1995)
- Lonely Hearts (1995)
- Loose Morals (1995)
- Lust And Desire (1995)
- Lust Runner (1995)
- Lustfully Yours (1995)
- Malibu Madam (1995)
- Mutual Consent (1995)
- Nympho Files (1995)
- Oh! Zone (1995)
- Oral Majority 13 (1995)
- Other Side (1995)
- Outcall Outlaw (1995)
- Overtime 4: Oral Hijinx (1995)
- Patent Leather (1995)
- PK And Co (1995)
- Pool Party at Seymore's 1 (1995)
- Pool Party at Seymore's 2 (1995)
- Prescription For Lust (1995)
- Prisoner of Love (1995)
- Pubic Access (1995)
- Public Places 2 (1995)
- Pump Fiction (1995)
- Pussyman 10 (1995)
- Pussyman Auditions 4 (1995)
- Real TIckeTS 2 (1995)
- Reel World 3 (1995)
- Reel World 4 (1995)
- Renegades 2 (1995)
- Ring Of Desire (1995)
- Risque Burlesque (1995)
- Romeo Syndrome (1995)
- Russian Roulette (1995)
- Ruthless Affairs (1995)
- Scarlet Woman (1995)
- Secret Diary Chapter 2 (1995)
- Sex and Romance (1995)
- Sex In Black And White (1995)
- Sex Kitten (1995)
- Sex Trek 5 (1995)
- Shower Power (1995)
- Sin Asylum (1995)
- Sister Snatch 2 (1995)
- Snatch Motors (1995)
- Sodomania 12 (1995)
- Sodomania and Then Some: A Compendium (1995)
- Sorority Stewardesses (1995)
- Star Attraction (1995)
- Starlet (1995)
- Style 2 (1995)
- Superstars of Porn 3: Britt Morgan Takes It on the Chin (1995)
- Swedish Erotica 82 (1995)
- Swedish Erotica 83 (1995)
- Swedish Erotica 85 (1995)
- Swing Into Spring (1995)
- Tail Taggers 122 (1995)
- Talking Trash 2 (1995)
- Tender Loving Care (1995)
- Thunder Road (1995)
- Tits (1995)
- Titty Town (1995)
- Tongue (1995)
- Treacherous (1995)
- Valley Girl Connection (1995)
- Visions (1995)
- Voyeur 5 (1995)
- Weekend At Joey's (1995)
- What's Up Tiger Pussy? (1995)
- White Boys and Black Bitches (1995)
- Why Things Burn (1995)
- Wild and Wicked 5 (1995)
- Wild and Wicked 6 (1995)
- Wild Breed (1995)
- Adult Video News Awards 1996 (1996)
- All The Way In (1996)
- American Dream Girls 5 (1996)
- Anal Alley (1996)
- Anal Anarchy (1996)
- Anal Climax 4 (1996)
- Anal Cornhole Cutie (1996)
- Anal Cravings 2 (1996)
- Anal Fever (1996)
- Anal Fireball (1996)
- Anal Honey Pie 1 (1996)
- Anal Lickers and Cummers (1996)
- Anal Load Lickers 1 (1996)
- Anal Savage 3 (1996)
- Ancient Secrets of the Kama Sutra (1996)
- Animal Instinct (1996)
- Another Fuckin' Anal Movie (1996)
- Ass Busters Inc. (1996)
- Ass Openers 1 (1996)
- Asses Galore 1: From L.A. to Brazil with Love (1996)
- Asses Galore 2: No Remorse No Repent (1996)
- Asses Galore 3: Pure Evil (1996)
- Asses Galore 4: Extreme Noise Terror (1996)
- Asses Galore 5: T.T. vs. The World (1996)
- Bad Girls 9: Bust Out (1996)
- Best Gang Bangs (1996)
- Beyond Reality 3: Stand Erect (1996)
- Big Tit Spanish Chicks (1996)
- Black Hose Bag (1996)
- Bobby Sox (1996)
- Booty Sister 2 (1996)
- Borsky's Backdoor Bitches (1996)
- Butt Invaders (1996)
- Butthole Sweetheart (1996)
- Car Wash Angels 1 (1996)
- Carnal Garden (1996)
- Carnal Invasions (1996)
- Carnival Of Flesh (1996)
- Cheerleader Strippers (1996)
- Cockpit (1996)
- Covergirl (1996)
- Crack Masters 2 (1996)
- Deep Behind the Scenes with Seymore Butts 1 (1996)
- Deep Dish Booty Pie (1996)
- Deep Inside Ariana (1996)
- Deep Inside Brittany O'Connell (1996)
- Deep Inside Juli Ashton (1996)
- Deep Inside Kaithlyn Ashley (1996)
- Deep Inside Sindee Coxx (1996)
- Explicit Ecstasy (1996)
- Forbidden Cravings (1996)
- From the Heart (1996)
- Gang Bang Butthole Surfing (1996)
- Gang Bang Dollies (1996)
- Guilty As Sin (1996)
- H.T.'s Black Street Hookers 1 (1996)
- H.T.'s Black Street Hookers 2 (1996)
- H.T.'s Black Street Hookers 3 (1996)
- Head Shots (1996)
- Head Trip (1996)
- Hells Anals (1996)
- Hot Couchi's (1996)
- Hot Tight Asses 15 (1996)
- Hot Tight Asses 16 (1996)
- Hot Tight Asses 17 (1996)
- Hot Tight Asses 18 (1996)
- Hotel California (1996)
- Hotel Sodom 9 (1996)
- House Arrest (1996)
- Immortal Lust (1996)
- Inner City Black Cheerleader Search 1 (1996)
- Inner City Black Cheerleader Search 3 (1996)
- Inner City Black Cheerleader Search 8 (1996)
- Jenna Loves Rocco (1996)
- Kink 3 (1996)
- KSEX 106.9 1 (1996)
- Little Darlings (1996)
- Lollipop Lickers (1996)
- Made for a Gang Bang (1996)
- Malibu Ass Blasters (1996)
- Man Killer (1996)
- Misfit (1996)
- Monkey Business (1996)
- More Sorority Stewardesses (1996)
- Mystique (1996)
- Night Tales (1996)
- Nightclub (1996)
- Nightshift Nurses 2 (1996)
- Nothing Like A Dame (1996)
- Nothing Like A Dame 2 (1996)
- Numba 1 Ass Fucka (1996)
- NYDP Blue (1996)
- Paisley Hunter: The Girl Just Can't Help It (1996)
- Palace Of Pleasure (1996)
- Party Night (1996)
- Petite And Sweet 8 (1996)
- Phantasm (1996)
- Pleasureland (1996)
- Pocahotass 1 (1996)
- Portrait of Dorie Grey (1996)
- Pussy Hunt 26 (1996)
- Raging Passions (1996)
- Risque Burlesque 2 (1996)
- Seduction of Annah Marie (1996)
- Sex for Hire 1 (1996)
- Sex Hungry Butthole Sluts (1996)
- Shameless (1996)
- Shock: Latex 2 (1996)
- Show And Tell (1996)
- Silver Screen Confidential (1996)
- Sinboy 1 (1996)
- Sluts Butts and Pussy (1996)
- Smells Like... Sex (1996)
- Snake Pit (1996)
- Sorority Sex Kittens 3 (1996)
- Spazm 1: Point Blank (1996)
- Splattered (1996)
- Suburban Swingers 2 (1996)
- Summer Sessions (1996)
- Tainted Love (1996)
- Two's Company Three's An Orgy (1996)
- Venom 3 (1996)
- Venom 5 (1996)
- Venom 6 (1996)
- Virgin Dreams (1996)
- Water Sports (1996)
- Wendy Has Whoppers (1996)
- What You Are In The Dark (1996)
- Whiplash (1996)
- Whitey's On The Moon (1996)
- Wild Assed Pooper Slut (1996)
- Wild Wild Chest 2 (1996)
- Wild Wild Chest 3 (1996)
- 18 and Nasty 1 (1997)
- 18 and Nasty 2 (1997)
- 69th Street (1997)
- Abuse of Power (1997)
- Adult Video News Awards 1997 (1997)
- Adventures In Paradise 1 (1997)
- Adventures In Paradise 2 (1997)
- Adventures In Paradise 3 (1997)
- All About Eva (1997)
- American Housewives In Heat (1997)
- Anal Assassins (1997)
- Anal Booty Burner 2 (1997)
- Anal Crash Test Dummies (1997)
- Anal Gangsta 'ho (1997)
- Anal Hanky Panky (1997)
- Anal Honey Pie 2 (1997)
- Anal Jizz Machine (1997)
- Anal Load Lickers 2 (1997)
- Anal Saddle Slut (1997)
- Around The World With Alexandra Silk (1997)
- Ass Openers 10 (1997)
- Ass Openers 11 (1997)
- Ass Openers 12 (1997)
- Ass Openers 14 (1997)
- Ass Openers 4 (1997)
- Ass Openers 8 (1997)
- Ass Openers 9 (1997)
- Asses Galore 6: Fallen Angels (1997)
- Asses Galore 7: Lunatic Fringe (1997)
- Asses Galore 8 (1997)
- Assgasms 1 (1997)
- Audition (1997)
- Avena X-tra Edition 3 (1997)
- Backing In 8 (1997)
- Beyond Reality 5: Wizard's Seductions (1997)
- Big Island Blues (1997)
- Bloopers 2 (1997)
- Blow Dry (1997)
- Cafe Flesh 2 (1997)
- Canned Heat 2 (1997)
- Censored (1997)
- Centerfolds (1997)
- Deep Inside Asia Carrera (1997)
- Deep Inside Missy (1997)
- Domination Nation 1 (1997)
- Dr. Trashy: Makin' The Rounds (1997)
- Dr. Trashy's Sweaty Situations 1 (1997)
- Encino Housewife Hookers (1997)
- End (1997)
- Erika Bella's Birthday Gang Bang (1997)
- Eye Contact 1 (1997)
- Eye Contact 2 (1997)
- Fashion Play (1997)
- Female Climax (1997)
- First Time Ever 3 (1997)
- Gazongas Galore 2 (1997)
- Gigolo (1997)
- Gold Diggers 2 (1997)
- Goodaughters (1997)
- H.T.'s Black Street Hookers 4 (1997)
- H.T.'s Black Street Hookers 5 (1997)
- H.T.'s Black Street Hookers 6 (1997)
- H.T.'s Black Street Hookers 7 (1997)
- Happy Ass Sluts 1 (1997)
- Helen and Louise 2 (1997)
- Horny Brits Take It Up The Bum (1997)
- Hot Tight Asses 20 (1997)
- House of Flesh 1 (1997)
- House That Black Built (1997)
- I'm So Horny Baby (1997)
- Immortal Flesh (1997)
- Klimaxx (II) (1997)
- Lady Sterling Takes It in the Arse (1997)
- Las Vegas Big Boob Hospitality Sweet (1997)
- Legacy (1997)
- Legal Favors (1997)
- Loads of Peter North (1997)
- Lotus (1997)
- Makin' The Rounds (1997)
- Mind Games (1997)
- Mission Erotica (1997)
- Misty Cam's International Sex Tour 1 (1997)
- Misty Cam's International Sex Tour 2 (1997)
- Mocha Honey Tunnel (1997)
- My Horny Valentine (1997)
- Nice Fucking Movie (1997)
- Night Class (1997)
- Nightlife 3 (1997)
- Not the Lovin' Kind (1997)
- Nurse Fantasies (1997)
- Nymph (1997)
- Over The Top (1997)
- Paradise (1997)
- Perverses (1997)
- Philmore Butts Taking Care Of Business (1997)
- Pleasure Bound (1997)
- Point Of Entry (1997)
- Private Strippers (1997)
- Raw Naked in Your Face (1997)
- Rear Ended Roommates (1997)
- Rectal Raiders (1997)
- Reds (1997)
- Repression (1997)
- Restless Hearts (1997)
- Sabrina The Booty Queen (1997)
- Seduce And Destroy (1997)
- Seymore Butts Meets the Pure Pleasure Girls (1997)
- Seymore Butts Meets the Tushy Girls (1997)
- Shane's World 7: Snow Job (1997)
- Shane's World 8: Bachelorette Bash (1997)
- Show Me The Money (1997)
- Shut Up And Do Me (1997)
- Sin-a-matic (1997)
- Sin-a-matic 2: Big Island Style (1997)
- Sin-a-matic 3 (1997)
- Sinister Sister (1997)
- Smart Ass (1997)
- Sodomania 20 (1997)
- Sodomania: Slop Shots 1 (1997)
- South By Southeast (1997)
- Spazm 3 (1997)
- Stardust 10 (1997)
- Stardust 11 (1997)
- Stardust 5 (1997)
- Stardust 7 (1997)
- Stardust 9 (1997)
- Stripper's Serenade (1997)
- Taste of Kimberlys (1997)
- Temptress (1997)
- This Old House of Whores (1997)
- Trashy Ass Delinquents (1997)
- Twice in a Lifetime (1997)
- Twisted (1997)
- Web Of Enticement (1997)
- Week and a Half in the Life of a Prostitute (1997)
- Wet Dreams 1 (1997)
- White Men Can't Iron on Butt Row (1997)
- Wicked Minds (1997)
- Wicked Weapon (1997)
- Wild Bananas on Butt Row (1997)
- Woman Of Means (1997)
- Words Of Lust (1997)
- 18 and Nasty 3 (1998)
- 18 and Nasty 4 (1998)
- 18 and Nasty 5 (1998)
- Adventures In Paradise 6 (1998)
- Adventures of High Fly (1998)
- All the President's Women (1998)
- Anal Cum Back (1998)
- Angel Eyes (1998)
- Asian Street Hookers 1 (1998)
- Ass Openers 15 (1998)
- Ass Openers 18 (1998)
- Born Bad (1998)
- Busty Angels (1998)
- Butt Row Big Ass Greek Machine (1998)
- Carnal Instincts (1998)
- Couples 1 (1998)
- Crazy Like A Fox (1998)
- Debbie Does Dallas '99 (1998)
- Double Blow 7 (1998)
- Dr. Trashy's Sweaty Situations 3 (1998)
- Extreme Filth (1998)
- First Time Ever 5 (1998)
- Flashpoint (1998)
- Freak (1998)
- Freaks Whoes And Flows 1 (1998)
- Freaks Whoes And Flows 2 (1998)
- Freaks Whoes And Flows 4 (1998)
- Freaks Whoes And Flows 5 (1998)
- H.T.'s Black Street Hookers 10 (1998)
- H.T.'s Black Street Hookers 11 (1998)
- H.T.'s Black Street Hookers 12 (1998)
- H.T.'s Black Street Hookers 13 (1998)
- H.T.'s Black Street Hookers 14 (1998)
- H.T.'s Black Street Hookers 15 (1998)
- H.T.'s Black Street Hookers 16 (1998)
- H.T.'s Black Street Hookers 18 (1998)
- H.T.'s Black Street Hookers 19 (1998)
- H.T.'s Black Street Hookers 20 (1998)
- H.T.'s Black Street Hookers 8 (1998)
- H.T.'s Black Street Hookers 9 (1998)
- Hard Riders 1 (1998)
- Hawaiian Blast (1998)
- How To Throw A Great Stag Party (1998)
- Hustler Love Letters 2 (1998)
- Illusions (1998)
- Inner City Black Cheerleader Search 20 (1998)
- Joey Silvera's Fashion Sluts 9 (1998)
- LA Fashion Girls (1998)
- Lecher 2: Looking for Strays (1998)
- Lost And Found (1998)
- Night Crawlers (1998)
- Only the Best: Kaylan Nicole (1998)
- Penitent Flesh (1998)
- Pink Hotel on Butt Row 1 (1998)
- Players Video 6: Midnight Nurses (1998)
- Pornological 1 (1998)
- Puffy Pussy Search (1998)
- Real Sex Magazine 8 (1998)
- Real Sex Magazine 9 (1998)
- Red Orchid (1998)
- Risky Biz (1998)
- RX For Sex 2 (1998)
- S.M.U.T. 2: Moving Violations (1998)
- S.M.U.T. 4: Devil Thumbed A Ride (1998)
- S.M.U.T. 9: Only the Kind (1998)
- Scenes From A Bar (1998)
- Sexy Nurses 3 (1998)
- Shane's World 13: Best Sex Contest (1998)
- Sinful Desires 1 (1998)
- Sinful Desires 2 (1998)
- Special Delivery (1998)
- Stardust 12 (1998)
- Think Sphinc (1998)
- To Live And Love In LA (1998)
- White Rabbit (1998)
- 18 and Nasty 10 (1999)
- 18 and Nasty 11 (1999)
- 18 and Nasty 12 (1999)
- 18 and Nasty 6 (1999)
- 18 and Nasty 7 (1999)
- 18 and Nasty 8 (1999)
- 18 and Nasty 9 (1999)
- Asian Street Hookers 2 (1999)
- Asian Street Hookers 3 (1999)
- Asian Street Hookers 4: In Hawaii (1999)
- Asian Street Hookers 5 (1999)
- Asian Street Hookers 6 (1999)
- Asian Street Hookers 7 (1999)
- Asian Street Hookers 8 (1999)
- Asian Street Hookers 9 (1999)
- Ass to Mouth (1999)
- Asswoman The Rebirth (1999)
- Backdoor Passes 6 (1999)
- Black Oil (1999)
- Black Oil 2 (1999)
- Bomb Ass Pussy 4 (1999)
- Coed Confessions 3 (1999)
- Cumback Pussy 21 (1999)
- Cumback Pussy 22 (1999)
- Cumback Pussy 23 (1999)
- Cumback Pussy 24 (1999)
- Curbside Cuties 3 (1999)
- Deep in the Canyon (1999)
- Deep Inside Kylie Ireland (1999)
- Devilish Delights 1 (1999)
- Dick-sucking Groupies (1999)
- Erotic Exotics (1999)
- Filthy First Timers 14 (1999)
- Freaks Whoes And Flows 10 (1999)
- Freaks Whoes And Flows 14 (1999)
- Freaks Whoes And Flows 9 (1999)
- Gene Pool (1999)
- Girls on Duty (1999)
- H.T.'s Black Street Hookers 21 (1999)
- H.T.'s Black Street Hookers 22 (1999)
- H.T.'s Black Street Hookers 23 (1999)
- H.T.'s Black Street Hookers 24 (1999)
- H.T.'s Black Street Hookers 25 (1999)
- H.T.'s Black Street Hookers 26 (1999)
- H.T.'s Black Street Hookers 27 (1999)
- Huge Gagging Facials (1999)
- Jordan Lee Anal Queen (1999)
- Layla's Affairs (1999)
- Make The Bitches Beg 4 (1999)
- Perfect Pink 3: Perfect Pink in Paris (1999)
- Please 3: The Asian Manifest (1999)
- Pussypoppers (1999)
- Racconti di Troie ai Caraibi (1999)
- Real Sex Magazine 23 (1999)
- Sea Sluts 2 (1999)
- Sex Gallery (1999)
- Sodomania: Director's Cut Classics 2 (1999)
- Street Meat 1 (1999)
- Street Meat 2 (1999)
- Street Meat 3 (1999)
- Tera Patrick Loves TT (1999)
- Titman's Pool Party 1 (1999)
- Titman's Pool Party 2 (1999)
- XRCO Awards 1999 (1999)
- 18 and Nasty 13 (2000)
- 18 and Nasty 14 (2000)
- 18 and Nasty 15 (2000)
- 18 and Nasty 16 (2000)
- 18 and Nasty 17 (2000)
- 18 and Nasty 19 (2000)
- Asian Street Hookers 10 (2000)
- Asian Street Hookers 11 (2000)
- Asian Street Hookers 12 (2000)
- Asian Street Hookers 13 (2000)
- Asian Street Hookers 15 (2000)
- Best of Perfect Pink 1 (2000)
- Black Taboo 2 (2000)
- Cumback Pussy 26 (2000)
- Cumback Pussy 28 (2000)
- Cumback Pussy 29 (2000)
- Daily Grind (2000)
- Debbie Does New Orleans (2000)
- Erotomania (2000)
- Filthy First Timers 15 (2000)
- H.T.'s Black Street Hookers 28 (2000)
- H.T.'s Black Street Hookers 29 (2000)
- H.T.'s Black Street Hookers 30 (2000)
- H.T.'s Black Street Hookers 34 (2000)
- Hot Chocolate 1 (2000)
- Hot Latin Pussy Adventures 10 (2000)
- Hot Latin Pussy Adventures 11 (2000)
- Hot Latin Pussy Adventures 4 (2000)
- Hot Latin Pussy Adventures 6 (2000)
- Hot Latin Pussy Adventures 8 (2000)
- Hot Latin Pussy Adventures 9 (2000)
- Hot Tight Asses 21 (2000)
- House Sitter (2000)
- Mind Games (2000)
- North Pole 14 (2000)
- Players Academy (2000)
- Please 8: Pipe Cleaning Service (2000)
- Pornological 5 (2000)
- Real Female Orgasms 1 (2000)
- Real Sex Magazine 30 (2000)
- Return To Sender (2000)
- Rookie Cookies 5 (2000)
- Rookie Cookies 6 (2000)
- Service Animals 1 (2000)
- Signature Series 3: Alexandra Silk (2000)
- Snatch Adams (2000)
- Sodomania: Slop Shots 8 (2000)
- 18 and Nasty 20 (2001)
- 18 and Nasty 21 (2001)
- 18 and Nasty 22 (2001)
- 18 and Nasty 23 (2001)
- 18 and Nasty 24 (2001)
- 18 and Nasty 25 (2001)
- 18 and Nasty 26 (2001)
- Anal Addicts 6 (2001)
- Asian Mania (2001)
- Asian Street Hookers 16 (2001)
- Asian Street Hookers 17 (2001)
- Asian Street Hookers 19 (2001)
- Asian Street Hookers 20 (2001)
- Asian Street Hookers 21 (2001)
- Asian Street Hookers 22 (2001)
- Asian Street Hookers 23 (2001)
- Asian Street Hookers 24 (2001)
- Asses Galore 16 (2001)
- Beverly Hills 9021-ho 2 (2001)
- Cumback Pussy 41 (2001)
- Cumback Pussy 42 (2001)
- Cumback Pussy 43 (2001)
- Cumback Pussy 47 (2001)
- Deep Pink 2: Salsa Pink (2001)
- Fast Times at Deep Crack High 1 (2001)
- Filthy Little Whores 1 (2001)
- H.T.'s Black Street Hookers 37 (2001)
- H.T.'s Black Street Hookers 38 (2001)
- H.T.'s Black Street Hookers 39 (2001)
- H.T.'s Black Street Hookers 40 (2001)
- H.T.'s Black Street Hookers 41 (2001)
- H.T.'s Black Street Hookers 42 (2001)
- H.T.'s Black Street Hookers 43 (2001)
- H.T.'s Black Street Hookers 44 (2001)
- H.T.'s Black Street Hookers 45 (2001)
- H.T.'s Black Street Hookers 46 (2001)
- Hot Bods And Tail Pipe 19 (2001)
- Hot Latin Pussy Adventures 12 (2001)
- Hot Latin Pussy Adventures 13 (2001)
- Hot Latin Pussy Adventures 14 (2001)
- Hot Latin Pussy Adventures 16 (2001)
- Hot Latin Pussy Adventures 17 (2001)
- Hot Latin Pussy Adventures 18 (2001)
- Hot Latin Pussy Adventures 19 (2001)
- Naked Pictures (2001)
- On The Ropes (2001)
- Prisoner (2001)
- Private Sex Public Places (2001)
- Real Sex Magazine 43 (2001)
- Runaway Butts 1 (2001)
- Runaway Butts 2 (2001)
- Service Animals 2 (2001)
- Service Animals 3 (2001)
- Service Animals 4 (2001)
- Sky Downloaded (2001)
- Sky: Extreme Close Up (2001)
- Sodomania: Slop Shots 10 (2001)
- Teen Tryouts Audition 10 (2001)
- Teen Tryouts Audition 11 (2001)
- Toni James AKA Filthy Whore (2001)
- Younger the Berry the Sweeter the Juice 2 (2001)
- 18 and Nasty 27 (2002)
- 18 and Nasty 28 (2002)
- 18 and Nasty 29 (2002)
- 18 and Nasty 30 (2002)
- 18 and Nasty 31 (2002)
- 18 and Nasty 32 (2002)
- 18 and Nasty 33 (2002)
- Aged To Perfection 26 (2002)
- Asian Street Hookers 25 (2002)
- Asian Street Hookers 26 (2002)
- Asian Street Hookers 27 (2002)
- Asian Street Hookers 28 (2002)
- Asian Street Hookers 29 (2002)
- Asian Street Hookers 30 (2002)
- Assault That Ass 1 (2002)
- Cum Dumpsters 1 (2002)
- Debi Diamond: Up Close and Personal (2002)
- Deep Inside Ashlyn Gere (2002)
- Deep Inside Christy Canyon (2002)
- Deep Inside Debi Diamond (2002)
- Deep Inside Hyapatia Lee (2002)
- Goddess of Love 3 (2002)
- H.T.'s Black Street Hookers 47 (2002)
- H.T.'s Black Street Hookers 48 (2002)
- H.T.'s Black Street Hookers 49 (2002)
- H.T.'s Black Street Hookers 50 (2002)
- H.T.'s Black Street Hookers 51 (2002)
- H.T.'s Black Street Hookers 52 (2002)
- H.T.'s Black Street Hookers 53 (2002)
- H.T.'s Black Street Hookers 54 (2002)
- Hot Latin Pussy Adventures 21 (2002)
- Hot Latin Pussy Adventures 22 (2002)
- Hot Latin Pussy Adventures 23 (2002)
- Hot Latin Pussy Adventures 24 (2002)
- Hot Latin Pussy Adventures 25 (2002)
- Hot Latin Pussy Adventures 26 (2002)
- Internally Yours 3 (2002)
- Just Over Eighteen 4 (2002)
- Orgy World: The Next Level 3 (2002)
- Orgy World: The Next Level 4 (2002)
- Prettiest Tits I Ever Came Across (2002)
- Runaway Sluts Exposed 5 (2002)
- Sexx the Hard Way 3 (2002)
- Someone's Daughter 1 (2002)
- Swallow My Pride 1 (2002)
- Teen Tryouts Audition 13 (2002)
- Teen Tryouts Audition 15 (2002)
- Teen Tryouts Audition 16 (2002)
- Thigh High 2 (2002)
- Total Tera Patrick (2002)
- Voyeur 21 (2002)
- White Dicks Black Chicks 1 (2002)
- 18 and Nasty 34 (2003)
- 18 and Nasty 35 (2003)
- 18 and Nasty 36 (2003)
- 18 and Nasty 37 (2003)
- 18 and Nasty 38 (2003)
- Absolutely Sarah Young (2003)
- Alexis Unleashed (2003)
- Asian Street Hookers 31 (2003)
- Asian Street Hookers 32 (2003)
- Asian Street Hookers 33 (2003)
- Asian Street Hookers 34 (2003)
- Asian Street Hookers 35 (2003)
- Asian Street Hookers 36 (2003)
- Bella Loves Jenna (2003)
- Best of Gregory Dark (2003)
- Best of Teen Tryouts Auditions (2003)
- Butt Cream Pie 2 (2003)
- Droppin' Loads 1 (2003)
- Fresh Meat 17 (2003)
- H.T.'s Black Street Hookers 55 (2003)
- H.T.'s Black Street Hookers 56 (2003)
- H.T.'s Black Street Hookers 57 (2003)
- H.T.'s Black Street Hookers 58 (2003)
- H.T.'s Black Street Hookers 59 (2003)
- H.T.'s Black Street Hookers 60 (2003)
- H.T.'s Black Street Hookers 61 (2003)
- H.T.'s Black Street Hookers 62 (2003)
- H.T.'s Black Street Hookers 63 (2003)
- H.T.'s Black Street Hookers 64 (2003)
- H.T.'s Black Street Hookers Cream Pies 1 (2003)
- Hi-teen Club 2 (2003)
- Hi-teen Club 3 (2003)
- Hot Latin Pussy Adventures 27 (2003)
- Hot Latin Pussy Adventures 28 (2003)
- Hot Latin Pussy Adventures 29 (2003)
- Hot Latin Pussy Adventures 30 (2003)
- Hot Latin Pussy Adventures 31 (2003)
- Hot Latin Pussy Adventures 32 (2003)
- I Got The Biggest Tits! Wet T-shirt Contest 1 (2003)
- I Got The Biggest Tits! Wet T-shirt Contest 2 (2003)
- I Got The Biggest Tits! Wet T-shirt Contest 3 (2003)
- Interracial Cum Black 2 (2003)
- Jenna Jameson's Wicked Anthology 1 (2003)
- Just Over Eighteen 9 (2003)
- Maximum Thrust 2 (2003)
- Me Luv U Long Time 2 (2003)
- Me Luv U Long Time 5 (2003)
- Monique's Sexaholics 3 (2003)
- Orgy World: The Next Level 5 (2003)
- Orgy World: The Next Level 6 (2003)
- Real Sex Magazine 58 (2003)
- Reality Teens Gone Crazy 1 (2003)
- Spanish Fly Pussy Search 10 (2003)
- Spanish Fly Pussy Search 9 (2003)
- Swedish Erotica 4Hr 13 (2003)
- Swedish Erotica 4Hr 14 (2003)
- Swedish Erotica 4Hr 15 (2003)
- Swedish Erotica 4Hr 23 (2003)
- Swedish Erotica 4Hr 24 (2003)
- Swedish Erotica 4Hr 25 (2003)
- Teen Tryouts Audition 23 (2003)
- Teen Tryouts Audition 24 (2003)
- Teen Tryouts Audition 25 (2003)
- Teen Tryouts Audition 26 (2003)
- Teen Tryouts Audition 27 (2003)
- Teen Tryouts Audition 29 (2003)
- Tight and Asian 1 (2003)
- Tongue and Cheek 2 (2003)
- Virgin Porn Stars 3 (2003)
- Voyeur 24 (2003)
- Wizzard of Odds 4 (2003)
- Young Tight Latinas 3 (2003)
- 18 and Nasty 39 (2004)
- 18 and Nasty 40 (2004)
- 18 and Nasty 41 (2004)
- 18 and Nasty 42 (2004)
- 2 Chocolate Kisses 1 (2004)
- 2 Chocolate Kisses 2 (2004)
- 2 Chocolate Kisses 3 (2004)
- Adult Video News Awards 2004 (2004)
- Asian Street Hookers 37 (2004)
- Asian Street Hookers 38 (2004)
- Asian Street Hookers 39 (2004)
- Award Winning Sex Scenes (2004)
- Barbara Dare: Dirtiest Of Dare (2004)
- Big Bubble Butt Brazilian Orgy 3 (2004)
- Big Bubble Butt Brazilian Orgy 4 (2004)
- Big Butt Smashdown 1 (2004)
- Big Phat Apple Bottom Bootys 1 (2004)
- Big Phat Apple Bottom Bootys 2 (2004)
- Droppin' Loads 4 (2004)
- Golden Age of Porn: Hyapatia Lee (2004)
- H.T.'s Black Street Hookers 65 (2004)
- H.T.'s Black Street Hookers 66 (2004)
- H.T.'s Black Street Hookers 67 (2004)
- H.T.'s Black Street Hookers 68 (2004)
- H.T.'s Black Street Hookers Cream Pies 2 (2004)
- H.T.'s Black Street Hookers Cream Pies 3 (2004)
- H.T.'s Black Street Hookers Cream Pies 4 (2004)
- Hot Latin Pussy Adventures 33 (2004)
- Hot Latin Pussy Adventures 34 (2004)
- Hot Latin Pussy Adventures 35 (2004)
- Hot Latin Pussy Adventures 36 (2004)
- Hot Latin Pussy Adventures 37 (2004)
- I Got The Biggest Tits! Wet T-shirt Contest 4 (2004)
- I Got The Biggest Tits! Wet T-shirt Contest 5 (2004)
- Jenna Jameson's Wicked Anthology 2 (2004)
- Jenna Uncut and Uncensored (2004)
- Latin Lickers (2004)
- Orgy World: Brown and Round 5 (2004)
- Real White Trash 2 (2004)
- Real White Trash 3 (2004)
- Reality Teens Gone Crazy 2 (2004)
- Reality Teens Gone Crazy 3 (2004)
- Spunk Drunk (2004)
- Teen Angel (2004)
- Teens Too Pretty for Porn 1 (2004)
- Young Asian Cookies Dripping Cum 1 (2004)
- Young Asian Cookies Dripping Cum 2 (2004)
- Young Cheerleaders Swap N' Swallow 1 (2004)
- Young Cheerleaders Swap N' Swallow 2 (2004)
- 18 and Nasty 43 (2005)
- 18 and Nasty 44 (2005)
- 18 and Nasty 45 (2005)
- 18 and Nasty 46 (2005)
- 2 Chocolate Kisses 4 (2005)
- 2 Chocolate Kisses 5 (2005)
- Asian Street Hookers 40 (2005)
- Asian Street Hookers 41 (2005)
- Asian Street Hookers 43 (2005)
- Asian Street Hookers 44 (2005)
- Bent Over Bitches (2005)
- Big Bubble Butt Brazilian Orgy 5 (2005)
- Blondes Have More Anal Fun (2005)
- Desperate Town Whores (2005)
- Doggy Style (2005)
- Goddess of Love 1 (2005)
- Golden Age of Porn: Lynn LeMay and Viper (2005)
- H.T.'s Black Street Hookers 69 (2005)
- H.T.'s Black Street Hookers 70 (2005)
- H.T.'s Black Street Hookers 71 (2005)
- H.T.'s Black Street Hookers 72 (2005)
- H.T.'s Black Street Hookers 73 (2005)
- H.T.'s Black Street Hookers 74 (2005)
- H.T.'s Black Street Hookers Cream Pies 5 (2005)
- H.T.'s Black Street Hookers Cream Pies 6 (2005)
- Hot Latin Pussy Adventures 38 (2005)
- Hot Latin Pussy Adventures 39 (2005)
- Hot Latin Pussy Adventures 40 (2005)
- Hot Latin Pussy Adventures 41 (2005)
- I Got The Biggest Tits! Wet T-shirt Contest 6 (2005)
- I Got The Biggest Tits! Wet T-shirt Contest 7 (2005)
- Jenna's Star Power (2005)
- Reality Teens Gone Crazy 4 (2005)
- Ride 'em Hard (2005)
- Teens Too Pretty for Porn 2 (2005)
- Teens Too Pretty for Porn 3 (2005)
- Young Asian Cookies Dripping Cum 4 (2005)
- Young Asian Cookies Dripping Cum 6 (2005)
- Young Cheerleaders Swap N' Swallow 3 (2005)
- Young Cheerleaders Swap N' Swallow 4 (2005)
- Anal Zone 6 (2006)
- Asian Street Hookers 45 (2006)
- Big Bubble Butt Cheerleaders 5 (2006)
- Breast Obsessed (2006)
- Fuck My Teen Ass 2 (2006)
- Grandma's a Swinger 1 (2006)
- H.T.'s Black Street Hookers 76 (2006)
- H.T.'s Black Street Hookers 77 (2006)
- H.T.'s Black Street Hookers Cream Pies 7 (2006)
- H.T.'s Black Street Hookers Cream Pies 8 (2006)
- H.T.'s Black Street Hookers Cream Pies 9 (2006)
- Hot Latin Pussy Adventures 43 (2006)
- Hot Latin Pussy Adventures 44 (2006)
- Hot Latin Pussy Adventures 45 (2006)
- I Got The Biggest Tits! Wet T-shirt Contest 9 (2006)
- Kitten Natividad Collection (2006)
- Real Red Haired Pussy (2006)
- Teens Too Pretty for Porn 4 (2006)
- What Happens in Christy Stays in Christy (2006)
- Young Asian Cookies Dripping Cum 8 (2006)
- Big Bubble Butt Brazilian Orgy 8 (2007)
- Big Bubble Butt Brazilian Orgy 9 (2007)
- Hot Latin Pussy Adventures 49 (2007)
- I Dream of Jenna 2 (2007)
- Oriental Desires 3 (2007)
- Rushhour On The Assway (2007)
- Swedish Erotica 119 (2007)
- Swedish Erotica 127 (2007)
- Teens Too Pretty for Porn 5 (2007)
- Big Bubble Butt Brazilian Orgy 11 (2008)
- Cheerleader Squad (2008)
- Cum Lovers (2008)
- I Fucked My Bosses Daughter 1 (2008)
- Oriental Dreams 1 (2008)
- Teen MILF 7 (2008)
- When MILFs Attack (II) (2008)
- Anal-Holics (2009)
- Dude, I Banged Your Mother 1 (2009)
- Virgin Cheerleaders (2009)
- Black Street Hookers 96 (2010)
- Black Street Hookers 97 (2010)
- Can't Be Chappelle's Show: A XXX Parody (2010)
- Debi Diamond: The Nasty Years (2010)
- Latin Milf Hunt (2010)
- This Ain't the Barber Shop: It's a XXX Parody (2010)
- Black Street Hookers 102 (2012)
- Butts Boats and Bitches (2012)
- True History of Fashion Sluts (2012)
- My Daughter's Hairy Pussy (2013)
- Take It To The Base (2013)

### Regista
- Sybian Overload (1994)
- Asian Street Hookers 6 (1999)
- Black Oil 2 (1999)
- Tera Patrick Loves TT (1999)
- 18 and Nasty 20 (2001)
- 18 and Nasty 25 (2001)
- Asian Mania (2001)
- Hot Latin Pussy Adventures 12 (2001)
- Hot Latin Pussy Adventures 13 (2001)
- Hot Latin Pussy Adventures 17 (2001)
- Hot Latin Pussy Adventures 18 (2001)
- Hot Latin Pussy Adventures 19 (2001)
- Spanish Fly Pussy Search 5 (2001)
- 18 and Nasty 28 (2002)
- 18 and Nasty 29 (2002)
- 18 and Nasty 30 (2002)
- 18 and Nasty 31 (2002)
- Asian Street Hookers 29 (2002)
- Asian Street Hookers 30 (2002)
- Eighteen 'N Interracial 1 (2002)
- Eighteen 'N Interracial 5 (2002)
- Little White Chicks... Big Black Monster Dicks 15 (2002)
- Orgy World: The Next Level 2 (2002)
- Orgy World: The Next Level 3 (2002)
- Orgy World: The Next Level 4 (2002)
- 3 Black Dicks And A Spanish Chick 1 (2003)
- Asian Street Hookers 31 (2003)
- Asian Street Hookers 32 (2003)
- Asian Street Hookers 33 (2003)
- Asian Street Hookers 34 (2003)
- Asian Street Hookers 35 (2003)
- Asian Street Hookers 36 (2003)
- Big Bubble Butt Brazilian Orgy 1 (2003)
- Eighteen 'N Interracial 10 (2003)
- Eighteen 'N Interracial 11 (2003)
- Eighteen 'N Interracial 6 (2003)
- Eighteen 'N Interracial 7 (2003)
- Eighteen 'N Interracial 8 (2003)
- Four X Four 1 (2003)
- Four X Four 3 (2003)
- Four X Four 4 (2003)
- H.T.'s Black Street Hookers 64 (2003)
- Little White Slave Girls 3 (2003)
- Little White Slave Girls 4 (2003)
- Little White Slave Girls 5 (2003)
- Little White Slave Girls 6 (2003)
- Orgy World: Brown and Round 1 (2003)
- Orgy World: Brown and Round 2 (2003)
- Orgy World: Brown and Round 3 (2003)
- Orgy World: The Next Level 5 (2003)
- Orgy World: The Next Level 6 (2003)
- Reality Teens Gone Crazy 1 (2003)
- Spanish Fly Pussy Search 11 (2003)
- Spanish Fly Pussy Search 12 (2003)
- Teen Tryouts Audition 25 (2003)
- 18 and Nasty 40 (2004)
- 18 and Nasty 41 (2004)
- 18 and Nasty 42 (2004)
- 2 Chocolate Kisses 2 (2004)
- 2 Chocolate Kisses 3 (2004)
- 3 Black Dicks And A Spanish Chick 3 (2004)
- 3 Black Dicks and A Spanish Chick 5 (2004)
- Asian Street Hookers 37 (2004)
- Asian Street Hookers 39 (2004)
- Big Bubble Butt Brazilian Orgy 3 (2004)
- Big Bubble Butt Brazilian Orgy 4 (2004)
- Eighteen 'N Interracial 14 (2004)
- Eighteen 'N Interracial 16 (2004)
- Four X Four 6 (2004)
- H.T.'s Black Street Hookers 66 (2004)
- H.T.'s Black Street Hookers 67 (2004)
- H.T.'s Black Street Hookers 68 (2004)
- Hot Latin Pussy Adventures 36 (2004)
- Hot Latin Pussy Adventures 37 (2004)
- I Got The Biggest Tits! Wet T-shirt Contest 5 (2004)
- Orgy World: The Next Level 8 (2004)
- Oriental Orgy World 1 (2004)
- Reality Teens Gone Crazy 3 (2004)
- Split That Booty 2 (2004)
- Teens Too Pretty for Porn 1 (2004)
- Young Asian Cookies Dripping Cum 3 (2004)
- Young Cheerleaders Swap N' Swallow 2 (2004)
- 18 and Nasty 43 (2005)
- 18 and Nasty 45 (2005)
- 18 and Nasty 46 (2005)
- 2 Chocolate Kisses 4 (2005)
- 2 Chocolate Kisses 5 (2005)
- Asian Street Hookers 40 (2005)
- Asian Street Hookers 41 (2005)
- Asian Street Hookers 42 (2005)
- Asian Street Hookers 43 (2005)
- Asian Street Hookers 44 (2005)
- Big Bubble Butt Brazilian Orgy 5 (2005)
- Big Bubble Butt Brazilian Orgy 6 (2005)
- Big Butt Road Trip 3 (2005)
- Big Butt Smashdown 5 (2005)
- Big Phat Apple Bottom Bootys 3 (2005)
- Big Phat Apple Bottom Bootys 4 (2005)
- Big White Wet Butts 1 (2005)
- Big White Wet Butts 3 (2005)
- Big White Wet Butts 4 (2005)
- Eighteen 'N Interracial 17 (2005)
- H.T.'s Black Street Hookers 70 (2005)
- H.T.'s Black Street Hookers 71 (2005)
- H.T.'s Black Street Hookers 72 (2005)
- H.T.'s Black Street Hookers 73 (2005)
- H.T.'s Black Street Hookers 74 (2005)
- H.T.'s Black Street Hookers Cream Pies 5 (2005)
- H.T.'s Black Street Hookers Cream Pies 6 (2005)
- Hot Latin Pussy Adventures 39 (2005)
- Hot Latin Pussy Adventures 40 (2005)
- Hot Latin Pussy Adventures 41 (2005)
- Hot Latin Pussy Adventures 42 (2005)
- I Got The Biggest Tits! Wet T-shirt Contest 6 (2005)
- I Got The Biggest Tits! Wet T-shirt Contest 7 (2005)
- Latin Lickers 4 (2005)
- Orgy World: Brown and Round 6 (2005)
- Orgy World: Brown and Round 7 (2005)
- Orgy World: Brown and Round 8 (2005)
- Orgy World: The Next Level 9 (2005)
- Reality Teens Gone Crazy 4 (2005)
- Split That Booty 3 (2005)
- Teens Too Pretty for Porn 2 (2005)
- Teens Too Pretty for Porn 3 (2005)
- Young Asian Cookies Dripping Cum 6 (2005)
- Young Cheerleaders Swap N' Swallow 3 (2005)
- Young Cheerleaders Swap N' Swallow 4 (2005)
- Asian Street Hookers 45 (2006)
- Big Butt Bounce 3 (2006)
- Big Butt Road Trip 5 (2006)
- Big Phat Apple Bottom Bootys 5 (2006)
- Big Phat Apple Bottom Bootys 7 (2006)
- Big Phat Apple Bottom Bootys 8 (2006)
- Black Bubble Butt Creampies 3 (2006)
- Bubble Butt Teens 3 (2006)
- Gigantic Brick-House Butts 2 (2006)
- H.T.'s Black Street Hookers 75 (2006)
- H.T.'s Black Street Hookers 76 (2006)
- H.T.'s Black Street Hookers 77 (2006)
- H.T.'s Black Street Hookers 78 (2006)
- H.T.'s Black Street Hookers Cream Pies 7 (2006)
- H.T.'s Black Street Hookers Cream Pies 8 (2006)
- H.T.'s Black Street Hookers Cream Pies 9 (2006)
- Hot Latin Pussy Adventures 44 (2006)
- Hot Latin Pussy Adventures 45 (2006)
- I Got The Biggest Tits! Wet T-shirt Contest 9 (2006)
- Orgy World: Brown and Round 9 (2006)
- Orgy World: The Next Level 10 (2006)
- Real Red Haired Pussy (2006)
- Teens Too Pretty for Porn 4 (2006)
- Young Asian Cookies Dripping Cum 7 (2006)
- 1st Time Black Amateurs 1 (2007)
- Big Bubble Butt Brazilian Orgy 8 (2007)
- Big Bubble Butt Brazilian Orgy 9 (2007)
- Big Slippery Brazilian Asses 1 (2007)
- Dirty Big Butt Teachers 2 (2007)
- H.T.'s Black Street Hookers 83 (2007)
- H.T.'s Black Street Hookers 84 (2007)
- Horny Black Mothers 6 (2007)
- Hot Latin Pussy Adventures 47 (2007)
- Hot Latin Pussy Adventures 49 (2007)
- Teens Too Pretty for Porn 5 (2007)
- Big Bubble Butt Brazilian Orgy 11 (2008)
- Big Latin Wet Butts 9 (2008)
- Black Cougars (2008)
- H.T.'s Black Street Hookers 88 (2008)
- Hot Latin Pussy Adventures 54 (2008)
- Virgin Cheerleaders (2009)
- Black Street Hookers 96 (2010)
- Black Street Hookers 97 (2010)
- Can't Be Chappelle's Show: A XXX Parody (2010)
- This Ain't Good Times (2010)
- This Ain't the Barber Shop: It's a XXX Parody (2010)
- Can't Be Different Strokes: The Reunion - It's a XXX Parody (2011)
- Can't Be Roots XXX Parody - The Untold Story (2011)
- Can't Be Sanford And Son (2011)
- Black MILFs in the Kitchen (2012)
- Black Street Hookers 102 (2012)
- Hot Latin Pussy Adventures 59 (2012)
- Black Street Hookers 103 (2013)
- Black Street Hookers 107 (2013)
- Can't Be Martin: It's a XXX Parody (2013)
- Girl Scout Scary Bike Rides (2013)
- Hot Latin Pussy Adventures 60 (2013)
- Wet Latin Ass Overload (2013)